# Општина Ђевђелија
Општина Ђевђелија (мкд. Гевгелија) је једна од 10 општина Југоисточног региона у Северној Македонији. Седиште општине је истоимени град Ђевђелија.

## Положај
Општина Ђевђелија налази се у јужном делу Северне Македоније и гранична је са Грчком на југу. Са других страна налазе се друге општине Северне Македоније:
- север — Општина Валандово
- исток — Општина Богданци
- запад — Општина Кавадарци
- северозапад — Општина Демир Капија

## Природне одлике
Рељеф: Општина Ђевђелија налази се у плодној Ђевђелијској котлини, коју гради река Вардар у доњем делу свог тока. Западни део општине издиже се у планину Кожуф.
Клима у општини је топлија варијанта умерене континенталне климе због утицаја Средоземља.
Воде: Река Вардар је најзначајнији водоток у општини и сви мањи водотоци се уливају у ову реку.

## Становништво
Општина Ђевђелија имала је по последњем попису из 2002. г. 22.988 ст., од чега у седишту општине, граду Ђевђелији, 15.685 ст. (68%). Општина је ретко насељена, посебно сеоско подручје.
Национални састав по попису из 2002. године био је:
|           | Број   | Постотак |
| Укупно    | 22.988 | 100%     |
| Македонци | 22.258 | 96,8%    |
| Срби      | 367    | 1,6%     |
| Власи     | 214    | 0,9%     |
| остали    | 149    | 0,6%     |

## Насељена места
У општини постоји 17 насељених места, једно градско (град Ђевђелија), а осталих 16 са статусом села:
| - Ђевђелија - Богородица - Габрово - Давидово - Кованци - Коњско | - Мојин - Милетково - Миравци - Мрзенци - Негорци | - Ново Коњско - Петрово - Прдејци - Серменин - Смоквица - Хума |  |